# Avenue du Général-de-Gaulle (Clamart)
Pour les articles homonymes, voir Avenue du Général-de-Gaulle.
L'avenue du Général-de-Gaulle est une voie de communication située à Clamart (Hauts-de-Seine). Elle suit la tracé de la route nationale 306.

## Situation et accès

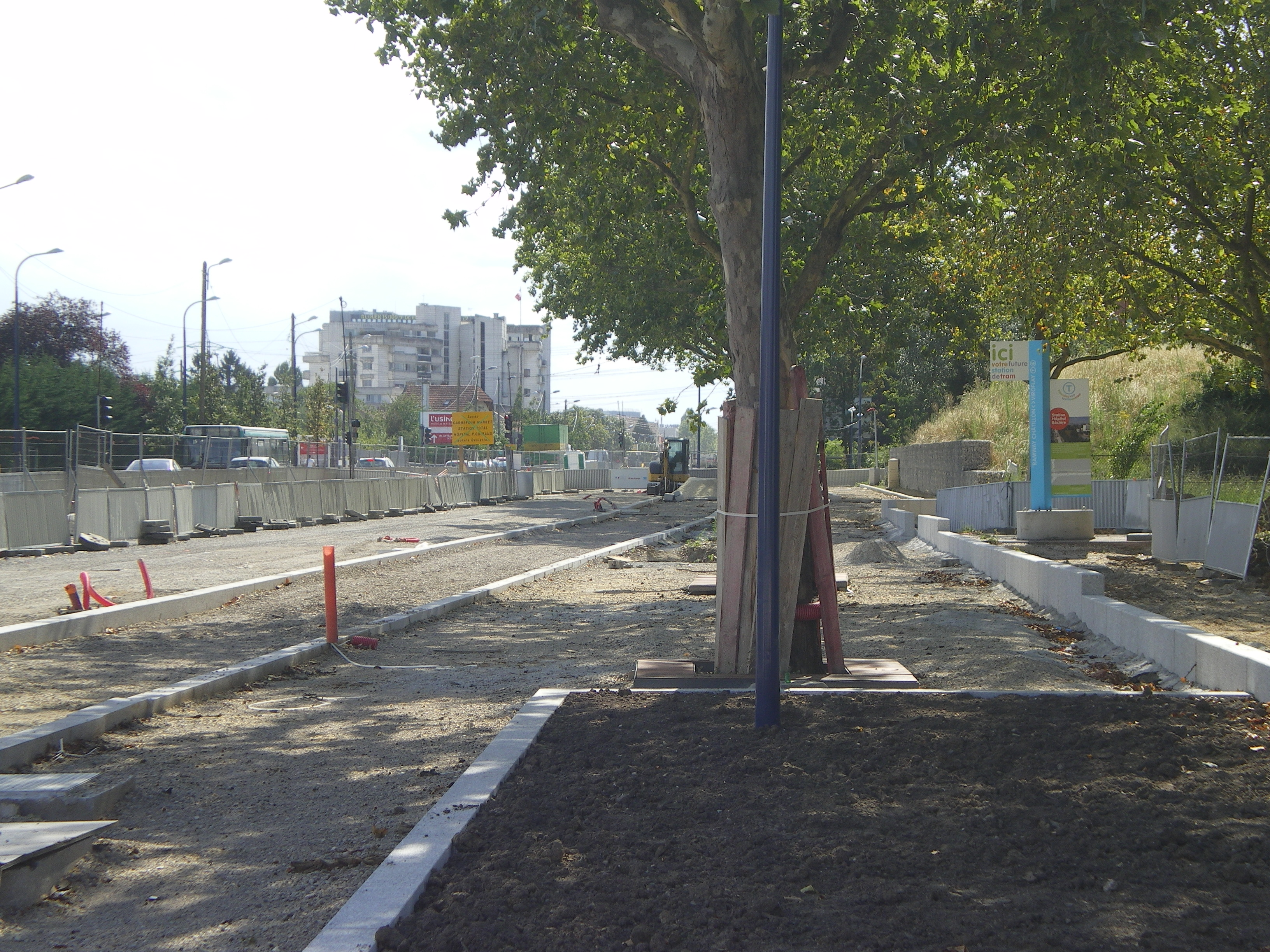
Travaux du T6, Clamart, avenue du Général-de-Gaulle, station Hôpital Béclère, vers le sud, août 2012.

Cette avenue commence son tracé au nord-est, place de la Division-Leclerc, dans l'axe de l'avenue de Verdun à Châtillon, où se rencontrent la rue du Fort et l'avenue du Général-Leclerc à Fontenay-aux-Roses.
Elle se termine au rond-point du Général-Leclerc, à la limite de Châtenay-Malabry.
Elle est desservie sur presque toute sa longueur par la ligne 6 du tramway d'Île-de-France ainsi que par la ligne 10, au niveau de l'hôpital Antoine-Béclère.

## Origine du nom
Cette voie rend honneur à Charles de Gaulle (1890-1970), général, chef de la France libre et président de la République française de 1959 à 1969.

## Historique

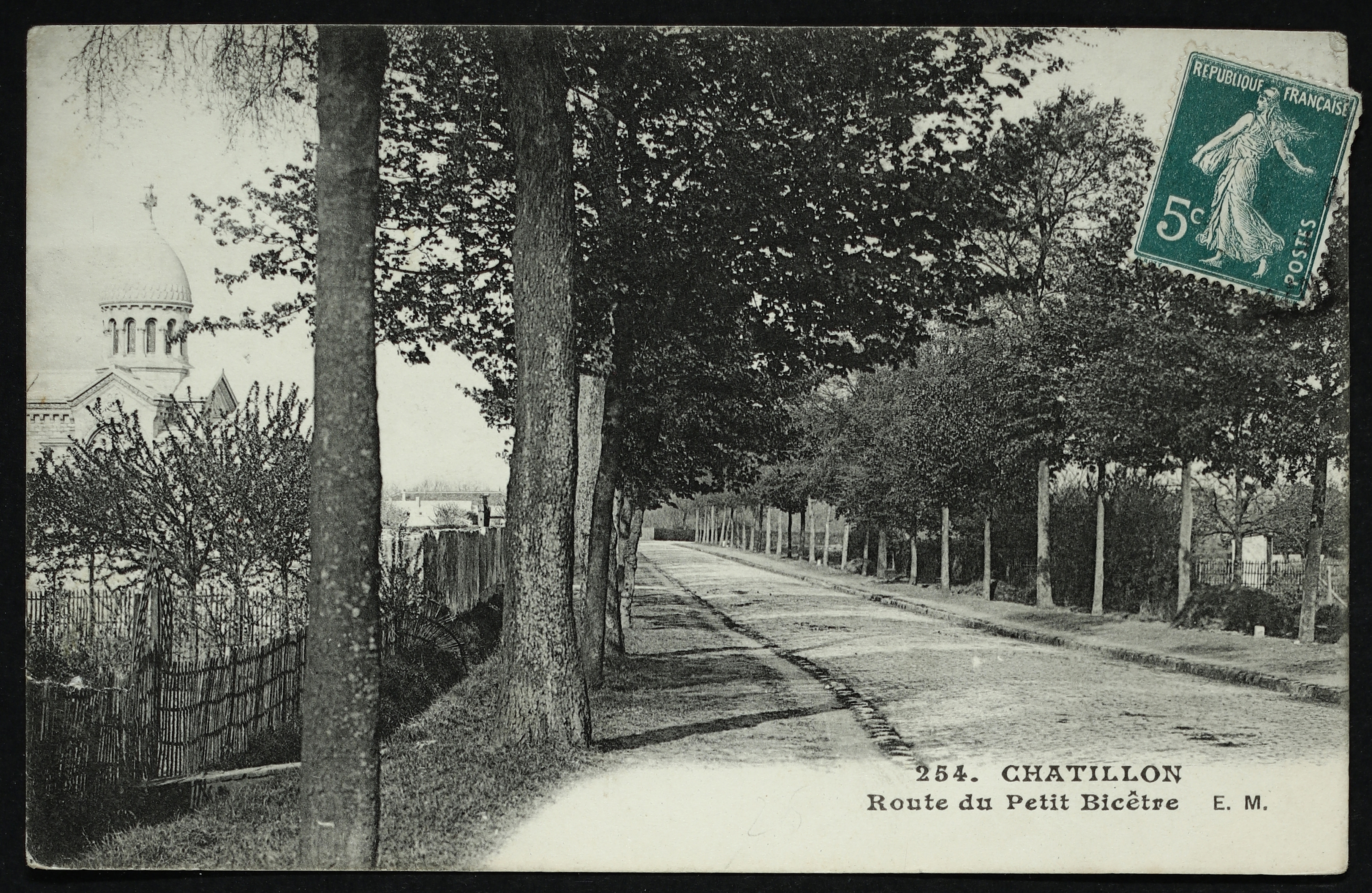
Le cimetière et la chapelle funéraire de Jules Hunebelle, vus de l'ancienne route du Petit Bicêtre.

Cette voie de circulation s'appelait autrefois route de Chevreuse avant de prendre le nom d'avenue de la Libération après-guerre.
Des travaux de terrassement réalisés au bord de cette route en 1840, permirent de mettre au jour les vestiges d'une nécropole gallo-romaine.
Le 22 août 1962, vers 20h10, cette avenue est le théâtre de l'attentat du Petit-Clamart, le président de la République, son épouse et son gendre sont la cible de deux salves de tir sur cette avenue, à l'angle de la rue du Bois.

## Bâtiments remarquables et lieux de mémoire

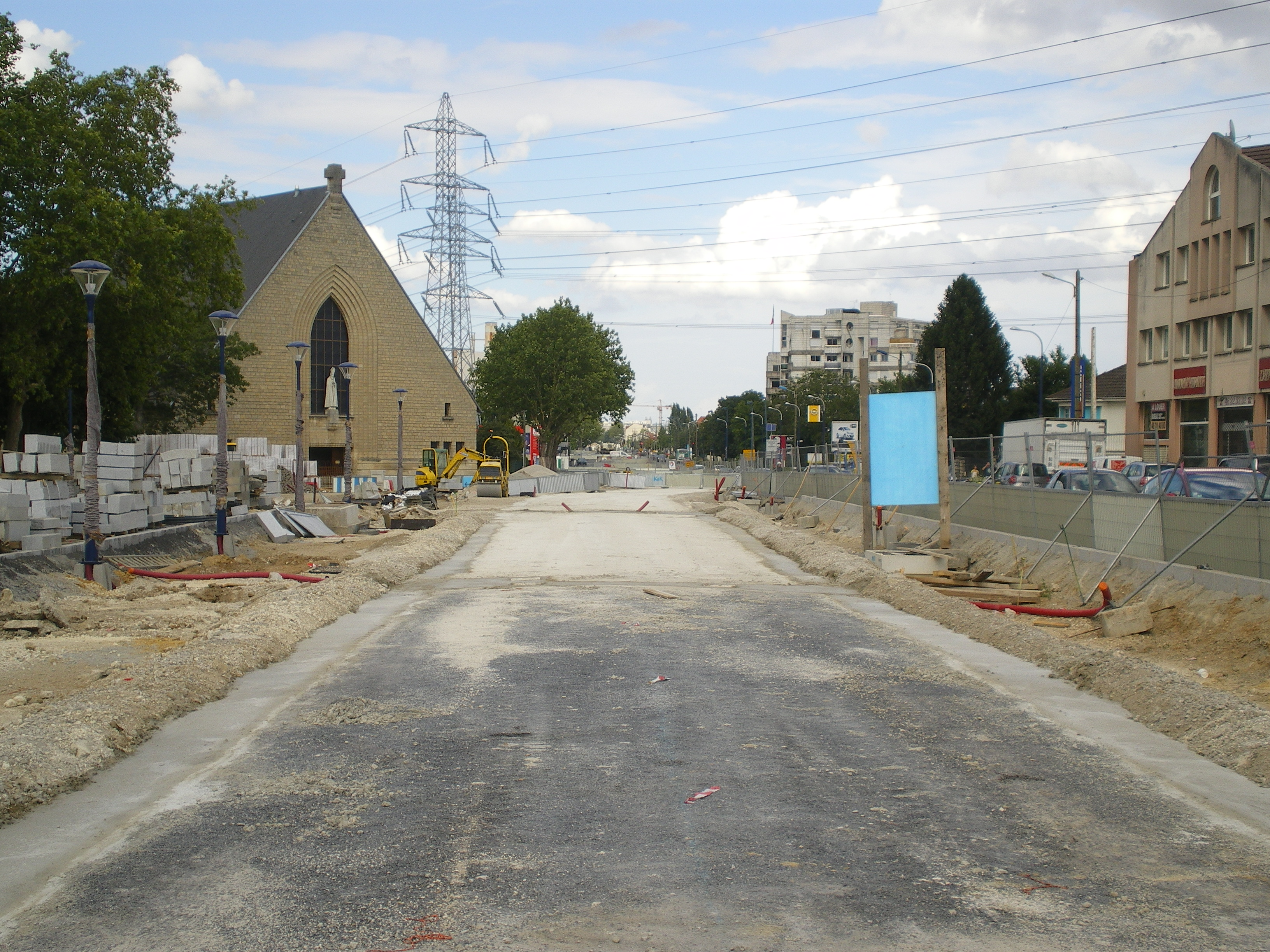
Travaux du T6, Clamart, avenue du Général-de-Gaulle. Vue en direction du nord, l'église Saint-Francois-de-Salle, août 2012.

- Emplacement de l'attentat du Petit-Clamart.
- Église Saint-François-de-Sales de Clamart, construite en 1933[6].
- Hôpital Antoine-Béclère, à l'angle de l'avenue Claude-Trébignaud.
- Cimetière communal de Clamart dit Cimetière du Bois-Tardieu[7].